# Гай Сульпиций Галл (консул 243 года до н. э.)
Гай Сульпиций Галл (лат. Gaius Sulpicius Gallus) — римский политический деятель.
Происходил из римской патрицианской семьи Сульпициев. Отца и деда Гая звали одинаково: Сервий Сульпиций Галл.
На завершающей стадии Первой Пунической войны, в 243 году до н. э., Галл был избран консулом вместе с плебеем Гаем Фунданием Фундулом. Вероятно, консулы вели позиционную войну на Сицилии против карфагенского полководца Гамилькара Барки. Какие-либо подробности этих боевых действий неизвестны, как и любые подробности жизни Гая Сульпиция.
Согласно гипотезе историка Фридриха Мюнцера, Галл получил в качестве провинции Италию.